# 马西莫柱宫

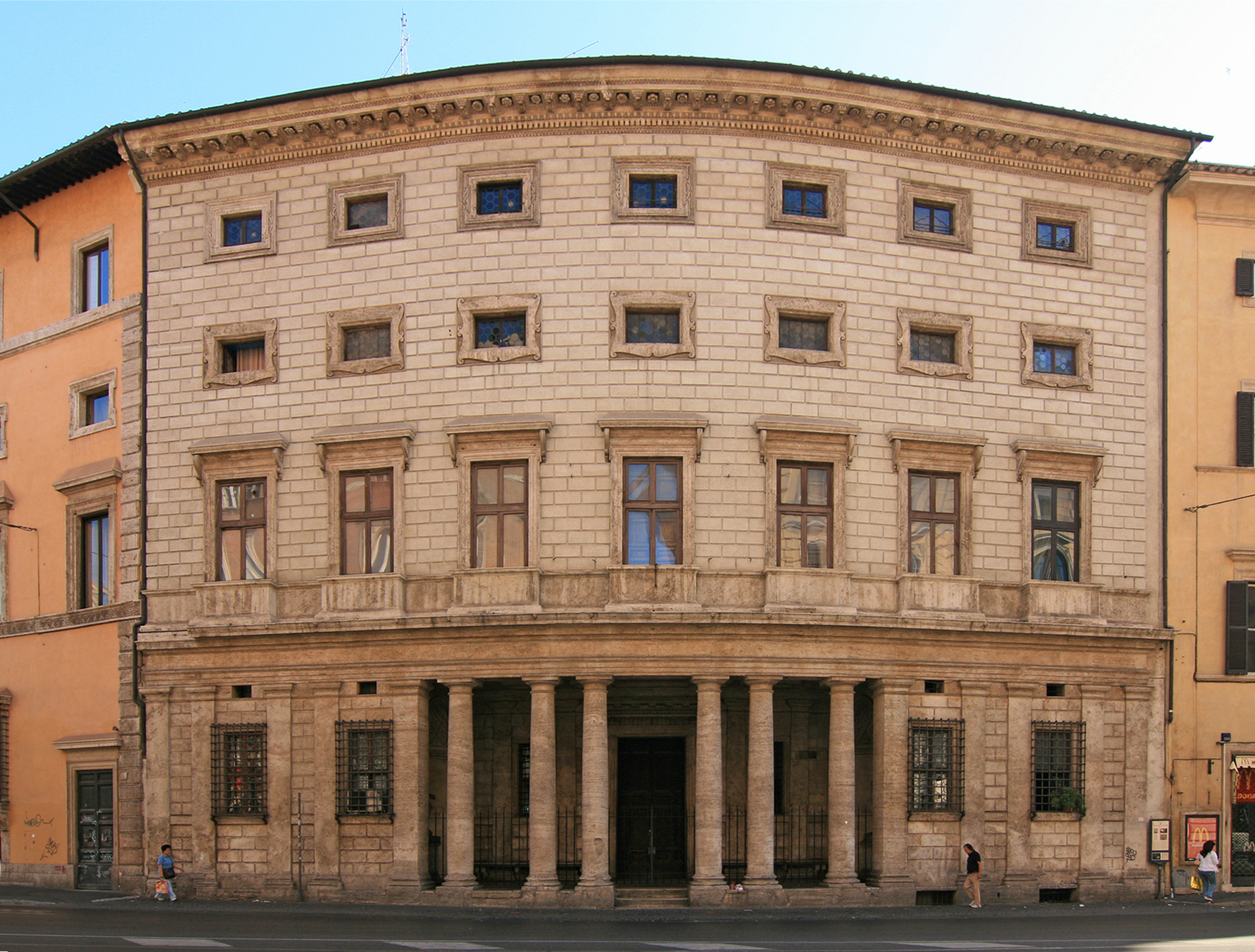
马西莫柱宫

马西莫柱宫（義大利語：Palazzo Massimo alle Colonne）是意大利罗马的一座文艺复兴建筑，由巴尔达萨雷·佩鲁齐设计，兴建于1532年-1536年。此处原有三座毗邻的建筑，均属于马西莫家族，在羅馬之劫期间毁于大火。它面向繁忙的維托里奥·埃马努埃莱二世大街，东南方斜对面即圣安德肋圣殿。 
马西莫柱宫入口的特征是有6根多立克柱的门廊，里面有两个庭院，其中第一个庭院也有多立克柱廊。马西莫柱宫就因这些柱子而得名。立面为优雅的弧形，是古罗马皇帝图密善音乐台的所在地。 
三楼的小圣堂是14岁的保罗·马西莫的房间，每年3月16日，宫殿内部向公众开放。